# Albert Hettrich
Albert Hettrich (* 26. Juli 1952) ist ein deutscher Politiker. Er war von 1999 bis 2009 Staatssekretär im Saarländischen Ministerium für Wirtschaft und Arbeit (ab 2007: Wirtschaft und Wissenschaft).
Er war bis Ende 2022 Präsident des VdS (Verband der Saarhütten).

## Biographie
Nach dem Abitur 1972 am Staatlichen Realgymnasium St. Ingbert und dem Wehrdienst studierte Hettrich bis 1978 Wirtschaftswissenschaften an der Universität des Saarlandes und war in dieser Zeit auch hochschulpolitisch aktiv. Nach dem Abschluss als Diplom-Kaufmann wurde er 1978 Grundsatzreferent beim Landesverband CDU Saar sowie Landesgeschäftsführer der CDU-Mittelstandsvereinigung. Von 1981 bis 1989 war Hettrich in verschiedenen Funktionen in der Staatskanzlei des Saarlandes beschäftigt und stieg dort vom Referenten bis zum stellvertretenden Abteilungsleiter auf. Inhaltlich beschäftigte er sich dort mit Themen der Eisen- und Stahlindustrie und des Steinkohlenbergbaus.
Nachdem er zuletzt in der Vorbereitung und Koordination der Zusammenführung von Saarstahl AG und Dillinger Hütte tätig gewesen war, wechselte er 1989 selbst zur Saarstahl AG und ein Jahr später zur Dillinger Hütte. Dort bekleidete er in den folgenden Jahren Positionen mit zunehmender Verantwortung. Im Januar 1999 wurde er zum Direktor ernannt.

## Staatssekretär
Nach dem Erfolg der CDU bei der Landtagswahl im Saarland 1999 und der anschließenden Regierungsbildung durch Peter Müller war Hettrich ab dem 29. September 1999 Staatssekretär im Ministerium für Wirtschaft und Arbeit. Nach einer Veränderung des Ressortzuschnitts war er vom 3. September 2007 bis 2009 Staatssekretär im Ministerium für Wirtschaft und Wissenschaft.

## SHS Stahl-Holding-Saar
Von Januar 2010 bis Juli 2020 war Albert Hettrich Generalbevollmächtigter der SHS.

## Präsident des Verbandes der Saarhütten
Zusätzlich zu seiner Funktion als Generalbevollmächtigter der SHS übernahm Albert Hettrich zum 1. November 2011 das Amt des Präsidenten des Verbandes der Saarhütten von Roland Kratt. Damit steht er dem Fach- und Arbeitgeberverband der Stahlindustrie im Saarland sowie der Buderus Edelstahlwerke in Hessen und der Badische Stahlwerke GmbH in Baden-Württemberg vor und ist unter anderem als Verhandlungsführer der Arbeitgeber für den Abschluss von Tarifverhandlungen mit der IG Metall zuständig.

## Ehrungen, Privates
Am 22. Februar 2022 wurde Abert Hettrich der Saarländischen Verdienstorden verliehen. Ministerpräsident Tobias Hans überreichte ihn.
Albert Hettrich ist verheiratet.